# Radiofarmaka
Radiofarmaka (z latinského radius = paprsek a řeckého φάρμακον (farmakon = jed, droga, lék)) jsou uměle vytvořená léčiva obsahující jeden nebo více radionuklidů. Samotná molekula radiofarmaka se skládá z nosné sloučeniny (obvykle jednoduché, organické) a navázaného radionuklidu. Nosná sloučenina se obvykle naváže na tkáňové či buněčné struktury a radionuklid funguje jako signalizace polohy a množství dané sloučeniny v určitém místě.
Dělí se na diagnostické a terapeutické použití podle druhu ionizujícího záření radionuklidu. Alfa a beta- zářiče se používají pro terapeutické a gama a beta+ zářiče se používají pro diagnostické účely.
Vývojem a používáním se zabývá samostatný lékařský obor nukleární medicína, který existuje již od padesátých let 20. století.
Nejrozšířenějším radionuklidem pro použití v nukleární medicíně je metastabilní izotop 99mTc. Tento izotop má nízký poločas přeměny (6 hodin), což způsobuje menší radiační zátěž pacientovi. Tento radionuklid se vyrábí ostřelováním izotopu 99Mo. V rámci výroby radiofarmak je tento způsob výroby jeden z nejekonomičtějších.

## Postup výroby
Radiofarmaka se získávají buď v cyklotronech, jaderných reaktorech nebo radionuklidových generátorech. V České republice se radiofarmaka, respektive polotovary pro výrobu, získávají v reaktoru LVR-15 v Centru výzkumu Řež. V jaderných reaktorech se po dobu 6 až 7,5 dnů ozařují terče z vysoce obohaceného uranu, které mají na konci procesu aktivitu až 200 TBq.

### Příprava a značení
Vzhledem k nízkému poločasu rozpadu konečného radionuklidu se příprava provádí přímo na lékařském pracovišti v laboratořích. Radiofarmakum je z výrobního procesu dopraveno na pracoviště nukleární medicíny přímo pro vyšetření konkrétního pacienta.

### Léková forma
Léková forma říká, jakým způsobem bude pacient toto léčivo užívat. Radiofarmaka dělíme podle použití na parenterální, perorální, inhalační a lokálně aplikovaná.

### Kontrola
S použitými radiofarmaky se zachází stejně jako s jinými radioaktivními odpady. Problémem ale zůstává samotný pacient, který se po určitou dobu spojenou s poločasem rozpadu radionuklidu stává sám zářičem. Je tedy třeba, aby se u daného pacienta střídal personál a zároveň musí být dekontaminován jeho oděv, ložní prádlo, ale také vyloučená moč, stolice či sliny. Pokud je překročena limitní hranice kontaminace, potom se vyčká, až aktivita klesne (časová dekontaminace). Obdržená radioaktivní dávka při radiodiagnostickém vyšetření je však v průměru stejná jako dávka, kterou člověk ročně dostane z přírodního pozadí (z některých stavebních materiálů, hornin, kosmického záření, potravin atp.)

## Výroba99Mo
Světově největším výrobcem radiofarmak byl National Research Universal Reactor v kanadských Chalk River Laboratories. Tento reaktor vyráběl 40 % světové produkce 99Mo, ale v roce 2016 ukončil výrobu a nahradil jej OPG (Ontario Power Generation's) v Darlingtonu v Kanadě. Mezi další světové výrobce patří holandský reaktor HFR (The High Flux Reactor) v Pettenu, který je lídrem evropské produkce, Francouzský reaktor Osiris v Saclay, BR-2 (Belgian reactor 2) v belgickém městě Mol, nebo Jihoafrický Safari-1 ve výzkumném centru Pelindaba.
{\displaystyle _{43}^{99m}Tc{\frac {\gamma 141{\textrm {keV}}}{6{\textrm {h}}}}>_{43}^{99}Tc{\frac {\beta ^{-}249{\textrm {keV}}}{211000{\textrm {y}}}}>_{44}^{99}Ru}

## Použití
Poté, co se radiofarmaka aplikují pacientovi do těla, se následně pomocí zobrazovacích přístrojů lokalizuje potřebná indikace. Mezi zobrazovací přístroje patří gamakamery, pozitronové emisní tomografy či hybridní tomografy.
Vedle nejpoužívanějšího radionuklidu, jímž je technecium 99mTc, se dále používaná například fluordeoxyglukóza (18F). Glukóza je vychytávána v místech s aktivnějším metabolismem (např. nádory), což napomáhá k lokalizaci daného místa. Nádorové buňky mají větší tendenci propouštět velké molekuly, což jsou například polymerní nosiče daného léčiva.
Používání radiofarmak podléhá vyhláškám Státního úřadu pro jadernou bezpečnost (č. 422/2016 Sb. O radiační ochraně) a zákonům České republiky (č. 263/2016 Sb., O mírovém využití jaderné energie a ionizujícího záření a č. 258/2000 Sb., O ochraně veřejného zdraví).

## Oblasti použití radiofarmak
- nervový systém
- endokrinologie
- gastroenterologie
- plicní diagnostika
- diagnostika skeletu
- ledviny a močové cesty
- lymfatický systém
- slezina a kostní dřeň
- nukleární kardiologie
- cévní řečiště
- hematologie
- diagnostika zánětu
- diagnostika onkologie[1]